# مجنون و لیلی
مجنون و لیلی منظومه‌ای از امیر خسرو دهلوی و بخشی از خمسهٔ اوست که به تقلید از لیلی و مجنون اثر نظامی گنجوی سروده شده‌است.

## ویژگی‌ها
منظومه مجنون و لیلی، ساده، بی‌پیرایه و روان است. هر چند در این منظومه گاهی مضامین مربوط به علوم و فنون مختلف آمده، اما این اصطلاحات چندان نیست که شعر را به تکلف نزدیک کند.